# Мрчна села
Мрчна села (словен. Mrčna sela) је насељено место у општини Кршко, Посавска регија, Словенија.

## Историја
До територијалне реорганизације у Словенији била су у саставу старе општине Кршко.

## Становништво
У попису становништва из 2011. године, Мрчна села су имала 164 становника.
| Број становника према пописима | Број становника према пописима | Број становника према пописима |
| ------------------------------ | ------------------------------ | ------------------------------ |
| 1991                           | 2002                           | 2011                           |
| 180                            | 152                            | 164                            |